# Leia disgrega
Leia disgrega är en tvåvingeart som beskrevs av Edwards 1933. Leia disgrega ingår i släktet Leia och familjen svampmyggor.
Artens utbredningsområde är Peru. Inga underarter finns listade i Catalogue of Life.